# Tambila greeni
Tambila greeni är en insektsart som beskrevs av William Lucas Distant 1908. Tambila greeni ingår i släktet Tambila och familjen dvärgstritar. Inga underarter finns listade i Catalogue of Life.